# Haa of Sand

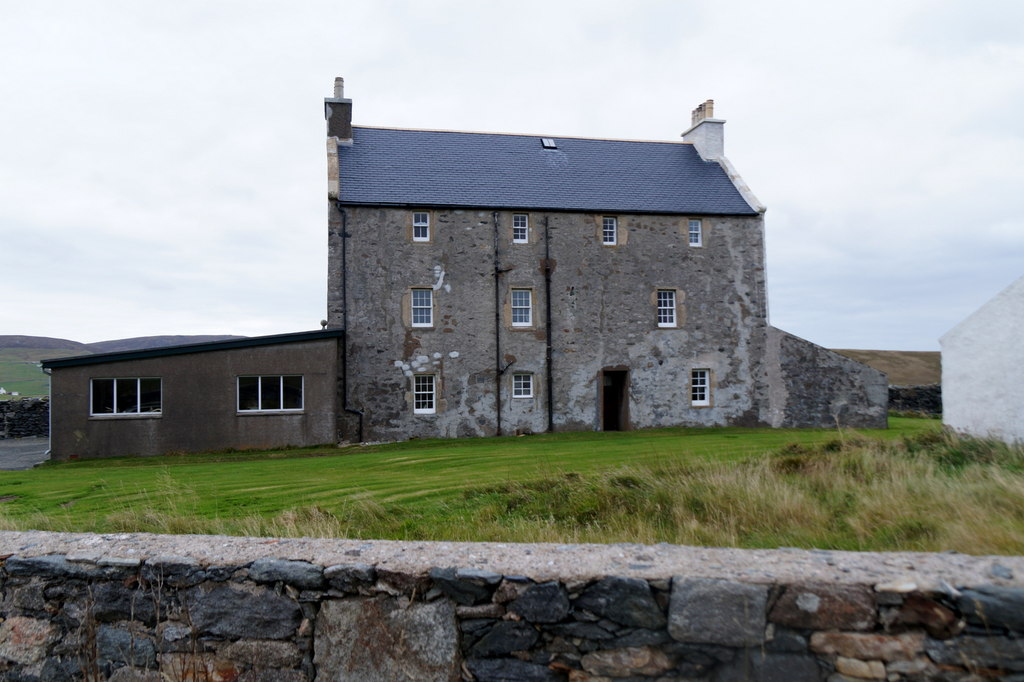
Haa of Sand, Oktober 2016

Die Haa of Sand ist ein ehemaliges Herrenhaus auf der schottischen Shetlandinsel Mainland. 1971 wurde die Haa of Sand in die schottischen Denkmallisten in der höchsten Kategorie A aufgenommen. Sie weist eine hohe Ähnlichkeit mit der Old Haa of Scalloway auf.

## Geschichte
Die Haa of Sand wurde als Sommerresidenz für Andrew Mitchell, 2. Baronet im Jahre 1754 erbaut. Er erlangte auch die Erlaubnis des Earl of Morton, Tür- und Fensterstürze sowie verzierte Ecksteine zum Bau seines Hauses aus Scalloway Castle zu entfernen. Über die weitere Geschichte der Haa ist wenig bekannt. Im Dezember 2011 kam es dort zu einem Brand. Heute zählt die Haa of Sand zusammen mit der North Haa und dem Belmont House zu den am besten erhaltenen historisch wertvollen Gebäuden aus dem 18. Jahrhundert auf den Shetlands.

## Beschreibung
Das dreistöckige Gebäude im Georgianischen Stil liegt isoliert in einer ländlichen Region von Mainland, etwa 250 m abseits der Bucht Sand Voe. Scalloway und die Inselhauptstadt Lerwick liegen neun beziehungsweise 13 km in südöstlicher Richtung. Das Mauerwerk besteht aus Granit, der auf der Insel Hildasay gebrochen wurde. Die Fassaden sind in traditioneller Weise mit Harl verputzt. Die Fenster sind von einfachen Faschen aus Sandstein gerahmt, der auch bei den Ecksteinen an den Gebäudekanten zum Einsatz kam. Die nach Osten weisende Vorderfront ist symmetrisch aufgebaut mit fünf Fensterachsen. Der Eingangsbereich befindet sich in der Gebäudemitte und ist mit einem verzierten Architrav versehen. Darüber ist das Wappen eingelassen. Zu beiden Seiten gehen flache Flügel mit Pultdächern ab. An der gegenüberliegenden Westfassade wurde auf einen symmetrischen Aufbau verzichtet. Es sind dort in unregelmäßigen Abständen Fenster verschiedener Größen zu finden. Rechts wurde außerdem eine moderne Tür eingefügt. Östlich grenzt ein weiterer Garten an die Haa of Sand an, den eine Bruchsteinmauer einfriedet. Die Zugangspforten bestehen aus dem entnommenen Material aus Scalloway Castle. Im Herbst 2014 wurde das Gebäude einer umfassenden Außensanierung unterzogen.